# Qualificazioni al Campionato africano femminile di pallacanestro 2005
Le qualificazioni per il Campionato africano di pallacanestro femminile 2005 misero in palio 7 posti per gli Campionati africani 2007 che si tennero in Nigeria.

## Qualificate
Nazione ospitante:
 Nigeria
Grazie ai risultati della precedente edizione:
- Senegal
- Mali
- Mozambico
- Angola

## Eliminatorie Zona I
| Squadra | P.ti | G | V | P | PF  | PS  | DP |
| ------- | ---- | - | - | - | --- | --- | -- |
| Tunisia | 2    | 2 | 1 | 1 | 117 | 114 | +3 |
| Algeria | 2    | 2 | 1 | 1 | 114 | 117 | −3 |

## Eliminatorie Zona II
| Squadra    | P.ti | G | V | P | PF  | PS  | DP  |
| ---------- | ---- | - | - | - | --- | --- | --- |
| Capo Verde | 4    | 2 | 2 | 0 | 164 | 96  | +68 |
| Guinea     | 0    | 2 | 0 | 2 | 96  | 164 | −68 |

## Eliminatorie Zona III
| Squadra | P.ti | G | V | P | PF  | PS  | DP  |
| ------- | ---- | - | - | - | --- | --- | --- |
| Niger   | 4    | 2 | 2 | 0 | 122 | 88  | +34 |
| Liberia | 0    | 2 | 0 | 2 | 88  | 122 | −34 |

## Eliminatorie Zona IV
| Squadra      | P.ti | G | V | P | PF  | PS  | DP  |
| ------------ | ---- | - | - | - | --- | --- | --- |
| RD del Congo | 4    | 2 | 2 | 0 | 150 | 80  | +70 |
| Gabon        | 0    | 2 | 0 | 2 | 80  | 150 | −70 |

## Eliminatorie Zona V
Torneo non disputato.

## Eliminatorie Zona VI
Torneo non disputato

## Eliminatorie Zona VII
Torneo non disputato.